# 尼古拉·佐真遜
尼古拉·米克·佐真遜（丹麥語：Nicolai Mick Jørgensen，發音：[ˈne̝koˌlɑjˀ ˈme̝k ˈjɶɐ̯ˀn̩sn̩]；1992年8月11日—）是一名丹麥足球員，司職前鋒，現效力於丹超球會哥本哈根。

## 國家隊生涯
尼古拉·佐真遜在2011年11月11日主場迎戰瑞典的友誼賽首度為國家隊上陣。

## 職業數據
以下是尼古拉·佐真遜的職業數據︰
| 賽季    | 球會     | 出场 | 进球 | 聯賽         |
| ------- | -------- | ---- | ---- | ------------ |
| 2010/11 | 利華古遜 | 09   | 0    | 德國甲組聯賽 |
| 2011/12 | 利華古遜 | 01   | 0    | 德國甲組聯賽 |
| 2011/12 | 凱沙羅頓 | 05   | 0    | 德國甲組聯賽 |
| 2012/13 | 哥本哈根 | 027  | 011  | 丹麥超級聯賽 |
| 2013/14 | 哥本哈根 | 016  | 07   | 丹麥超級聯賽 |
| 2014/15 | 哥本哈根 | 025  | 010  | 丹麥超級聯賽 |
| TOTAL   | TOTAL    | 83   | 28   |              |

## 榮譽
哥本哈根
- 丹麥足球超級聯賽冠軍；2012-13
- 丹麥盃冠軍：2014-15